# Roger Mayer
Roger Mayer (Manhattan, 21 de abril de 1926 — Los Angeles, 24 de março de 2015) foi um empresário da indústria cinematográfica norte-americana.